# Ormiclate House

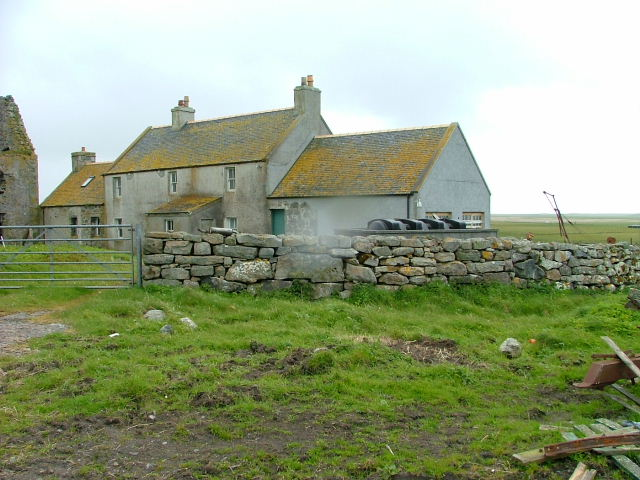
Ormiclate House

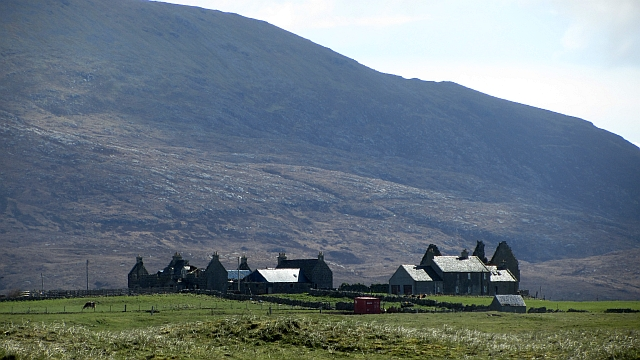
Panaroma der Anlage

Ormiclate House, auch Ormaclett House, ist ein Bauernhaus auf der schottischen Hebrideninsel South Uist. 1971 wurde das Gebäude in die schottischen Denkmallisten in der Kategorie C aufgenommen.

## Geschichte
Bis 1838 stand die Insel unter der Herrschaft des Clan Ranald. In diesem Jahr erwarb John Gordon of Cluny South Uist und vererbte die Insel innerhalb der Familie weiter. 1701 ließ der Clan Chief der Ranalds Ormiclate Castle errichten, das jedoch ein Feuer 1715 verheerte. Auch aufgrund des Tods seines Erbauers im selben Jahr, wurde der Wehrbau aufgelassen.
Ormiclate House entstand vermutlich im frühen 19. Jahrhundert neben den Ruinen von Ormiclate Castle. Auch ein Bau im späten 18. Jahrhundert wird in Betracht gezogen. Margaret Macdonald, Schwester des ehemaligen Clan Chiefs und letzte der Ranalds in Ormiclate, bewohnte das Gebäude bis zu ihrem Tod im Jahre 1826. Um 1877 entstand der gegenüberliegende Bauernhof. Im späteren 19. Jahrhundert wurde dieser mit jenem in Bornish administrativ vereint. Ormiclate House wurde 1996 restauriert.

## Beschreibung
Ormiclate House steht in der kleinen Streusiedlung Ormiclate nahe der Westküste South Uists. Es nimmt die Westseite des ehemaligen Burghofs von Ormiclate Castle ein und bildet mit dessen Ruinen zusammen ein Denkmalensemble der Kategorie B. Das zweigeschossige Gebäude wurde an beiden Giebelseiten durch kurze, eingeschossige Anbauten erweitert. Die Symmetrie der drei Achsen weiten nordostexponierten Hauptfassade wurde durch Ergänzung eines kurzen Vorbaus mit Pultdach gebrochen. Die Fassaden von Ormiclate House sind mit Harl verputzt. Die rückwärtige Fassade ist unsymmetrisch aufgebaut. Das abschließende Satteldach ist mit Schiefer eingedeckt und mit first- beziehungsweise giebelständigen Kaminen ausgeführt.